# Селая
Селая (на испански: Celaya) е град в щата Гуанахуато, Мексико. Селая е с население от 340 387 жители (по данни от 2010 г.), което го прави третият по големина град в щата. През 1915 г. близо до Селая се води битка, която силите на мексиканския революционер Панчо Виля губят, резултатът от който оказва решаващо значение за изхода на Мексиканската революция.

## Личности
Родени
- Маурисио Очман (р. 1977), мексикански актьор

## Побратимени градове
- Герника (Испания)
- Оахака де Хуарес (Мексико)
- Тустла Гутиерес (Мексико)